# 110 metri ostacoli
I 110 metri ostacoli sono una specialità esclusivamente maschile dell'atletica leggera; fa parte del programma olimpico sin dalla prima edizione del 1896.

## Caratteristiche
Gli ostacoli sono 10 per ogni concorrente ed hanno un'altezza di 1,067 (metri), pari a 3 piedi e 6 pollici nel sistema di misura anglosassone (nelle categorie cadetti, allievi e juniores le altezze sono rispettivamente 0,84 m, 0,912 m e 1,000 m). Il primo ostacolo è posto a 13,72 m (15 iarde) dalla linea di partenza i successivi 9 sono posti a 9,14 m (10 iarde) di distanza l'uno dall'altro, l'ultimo ostacolo è posto a 14,02 metri dalla linea del traguardo.
Quando la gara nacque, dall'ultima barriera al termine la distanza era di 15 iarde, per una distanza totale di 120 iarde (solo più tardi la gara divenne metrica).
Abbattere gli ostacoli non comporta alcuna penalità ma, essendo essi dotati di un contrappeso, rallenta l'azione dell'atleta e rischia di fargli perdere l'equilibrio. È invece considerato irregolare (pena la squalifica) abbattere un ostacolo deliberatamente o superarlo passando con un piede o una gamba a fianco dell'ostacolo, anziché sopra di esso.
I 110 metri ostacoli sono una delle discipline del decathlon. Assieme ai 60 metri ostacoli (specialità indoor) e ai 100 metri ostacoli (specialità femminile), i 110 metri ostacoli vengono colloquialmente chiamati "ostacoli alti", in contrapposizione agli "ostacoli  bassi" dei 400 metri ostacoli che utilizzano barriere poste ad un'altezza inferiore.

## Record

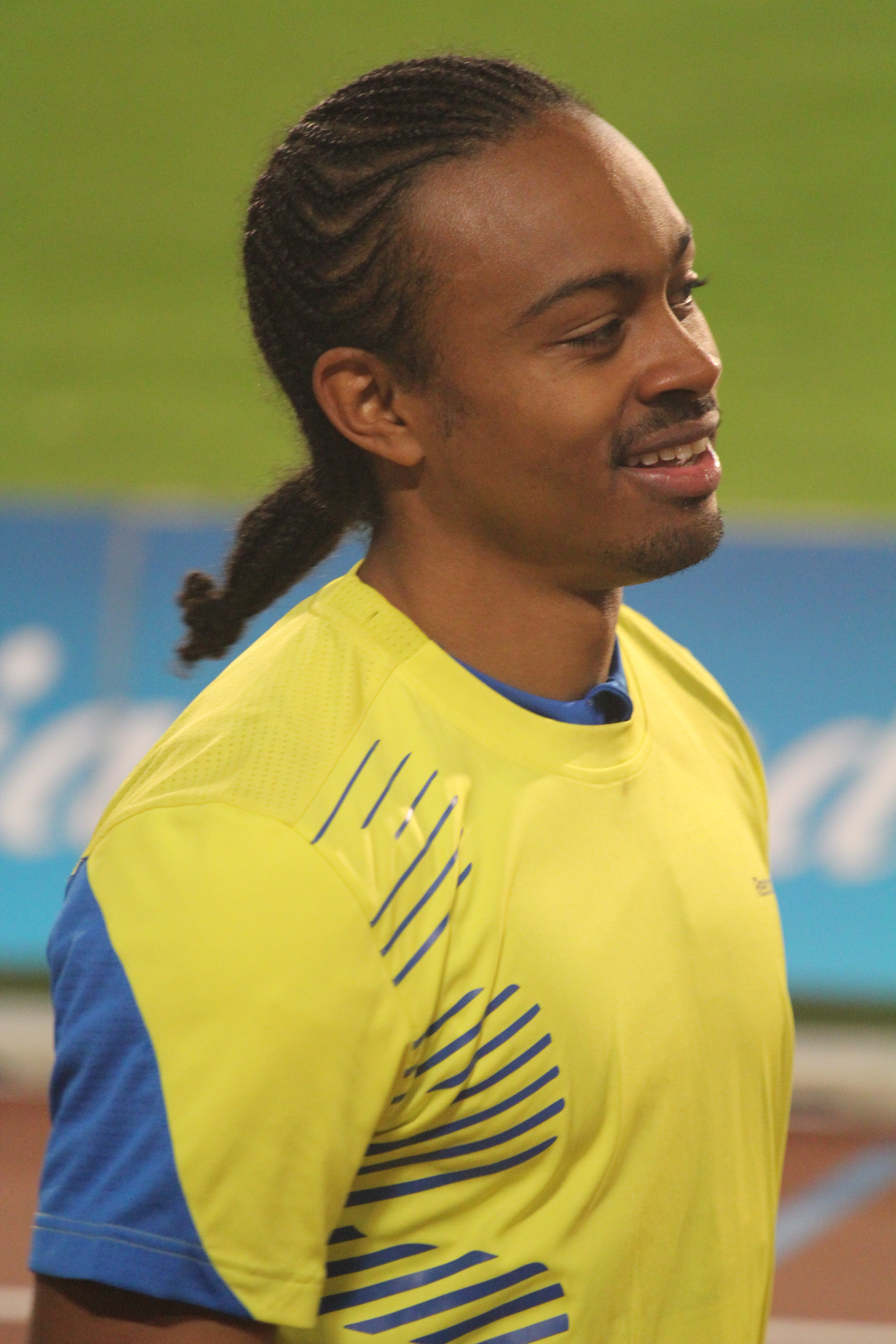
Aries Merritt, detentore dal 2012 del record mondiale di specialità

L'attuale record mondiale della specialità è detenuto dallo statunitense Aries Merritt con il tempo di 12"80, stabilito a Bruxelles il 7 settembre 2012.
Statistiche aggiornate al 23 giugno 2022.
|                             | Tempo            | Atleta            | Luogo          | Data             |
| --------------------------- | ---------------- | ----------------- | -------------- | ---------------- |
| Record mondiale             | 12"80 (+0,3 m/s) | Aries Merritt     | Bruxelles      | 7 settembre 2012 |
| Record olimpico             | 12"91 (+0,3 m/s) | Liu Xiang         | Atene          | 27 agosto 2004   |
| Record africano             | 13"11 (+1,8 m/s) | Antonio Alkana    | Praga          | 5 giugno 2017    |
| Record asiatico             | 12"88 (+1,1 m/s) | Liu Xiang         | Losanna        | 11 luglio 2006   |
| Record europeo              | 12"91 (+0,5 m/s) | Colin Jackson     | Stoccarda      | 20 agosto 1993   |
| Record nord-centroamericano | 12"80 (+0,3 m/s) | Aries Merritt     | Bruxelles      | 7 settembre 2012 |
| Record oceaniano            | 13"29 (+0,6 m/s) | Kyle Vander-Kuyp  | Göteborg       | 11 agosto 1995   |
| Record sudamericano         | 13"17 (+0,4 m/s) | Rafael Pereira    | Rio de Janeiro | 23 giugno 2022   |
| Record nazionale            | 13"05 (+0,6 m/s) | Lorenzo Simonelli | Roma           | 8 giugno 2024    |

Legenda:
: record mondiale
: record olimpico
: record africano
: record asiatico
: record europeo
: record nord-centroamericano e caraibico
: record oceaniano
: record sudamericano
: record italiano

## Migliori atleti
Statistiche aggiornate al 12 giugno 2022.
|     | Tempo            | Atleta           | Luogo          | Data             |
| --- | ---------------- | ---------------- | -------------- | ---------------- |
| 1.  | 12"80 (+0,3 m/s) | Aries Merritt    | Bruxelles      | 7 settembre 2012 |
| 2.  | 12"81 (+1,8 m/s) | Grant Holloway   | Eugene         | 26 giugno 2021   |
| 3.  | 12"84 (+1,6 m/s) | Devon Allen      | New York       | 12 giugno 2022   |
| 4.  | 12"87 (+0,9 m/s) | Dayron Robles    | Ostrava        | 12 giugno 2008   |
| 5.  | 12"88 (+1,1 m/s) | Liu Xiang        | Losanna        | 11 luglio 2006   |
| 6.  | 12"89 (+0,5 m/s) | David Oliver     | Saint-Denis    | 16 luglio 2010   |
| 7.  | 12"90 (+1,1 m/s) | Dominique Arnold | Losanna        | 11 luglio 2006   |
| 7.  | 12"90 (+0,7 m/s) | Omar McLeod      | Kingston       | 24 giugno 2017   |
| 9.  | 12"91 (+0,5 m/s) | Colin Jackson    | Stoccarda      | 20 agosto 1993   |
| 10. | 12"92 (-0,1 m/s) | Roger Kingdom    | Zurigo         | 16 agosto 1989   |
| 10. | 12"92 (+0,9 m/s) | Allen Johnson    | Atlanta        | 23 giugno 1996   |
| 10. | 12"92 (+0,6 m/s) | Sergej Šubenkov  | Székesfehérvár | 2 luglio 2018    |
| 10. | 12"92 (+0,6 m/s) | Rachid Muratake  | Fukui          | 15 agosto 2025   |